# Préfecture autonome sous-provinciale
Une préfecture autonome sous-provinciale (chinois : 副省级自治州 ; pinyin : fùshěng jí zìzhìzhōu ; litt. « préfecture autonome de niveau sous-provincial ») est un type d'divisions administratives de la république populaire de Chine. Comme la préfecture autonome, elles sont situées au niveau immédiatement inférieur à la province ou à la région autonome. Le gouverneur dispose cependant de plus grands pouvoirs que celui des préfectures autonomes, puisque son statut est le même que celui d'un vice-gouverneur de province. Un tel statut, bien qu'inférieur à celui des quatre municipalités, qui n'appartiennent à aucune province, est supérieur à celui des autres préfectures, qui sont entièrement administrées par les provinces ou régions autonomes auxquelles elles appartiennent.

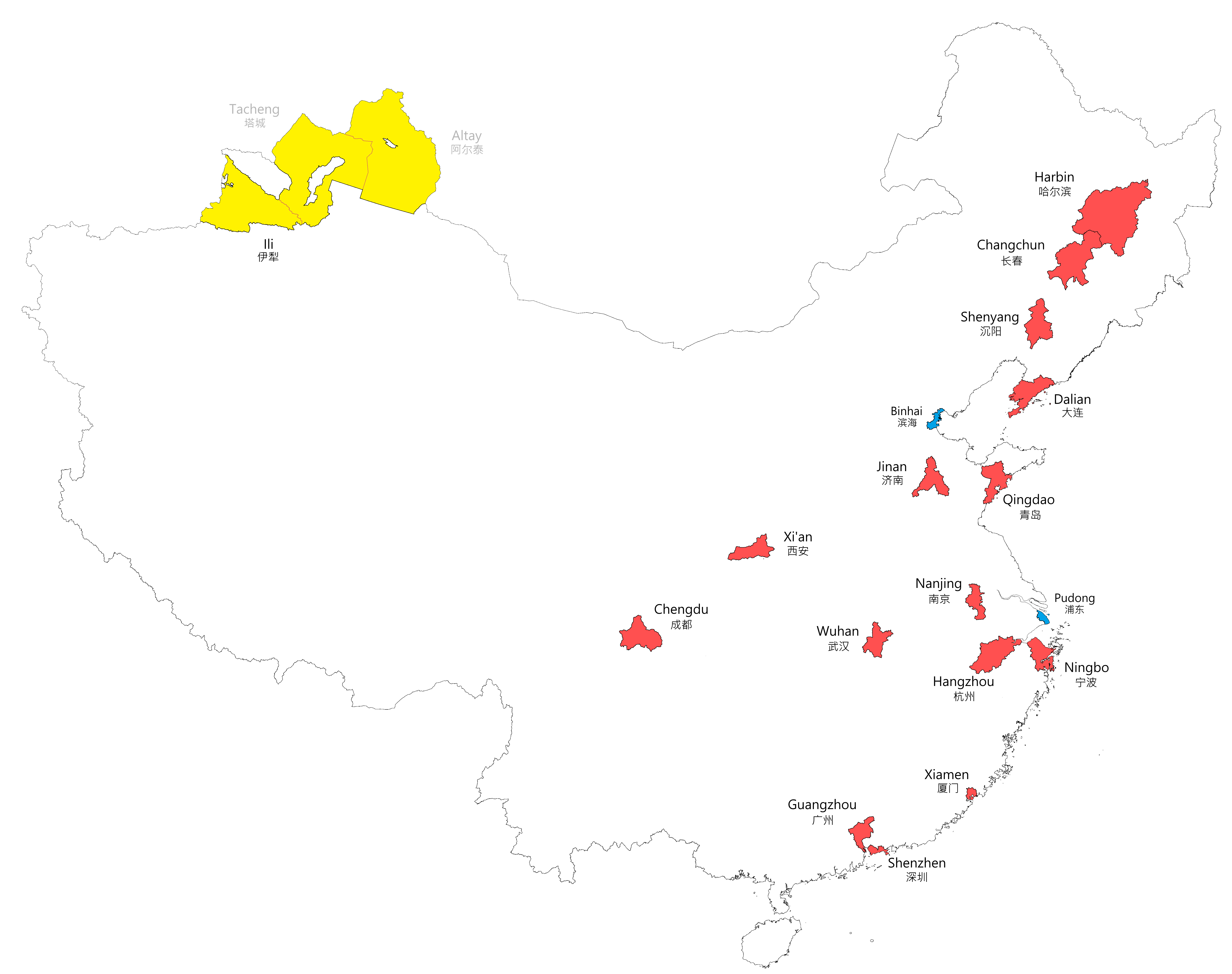
Carte des territoires sous-provinciaux : 15 villes, 2 zones nouvelles et 1 préfecture.

Il n'existe qu'une seule préfecture autonome sous-provinciale en Chine, il s'agît de la Préfecture autonome kazakhe d'Ili.